# Saule noir
Salix nigra
Espèce
Classification APG III (2009)
Répartition géographique
Le saule noir (Salix nigra) est une espèce de plantes à fleurs de la famille des Salicacées. C'est un arbre vivant en Amérique du Nord.

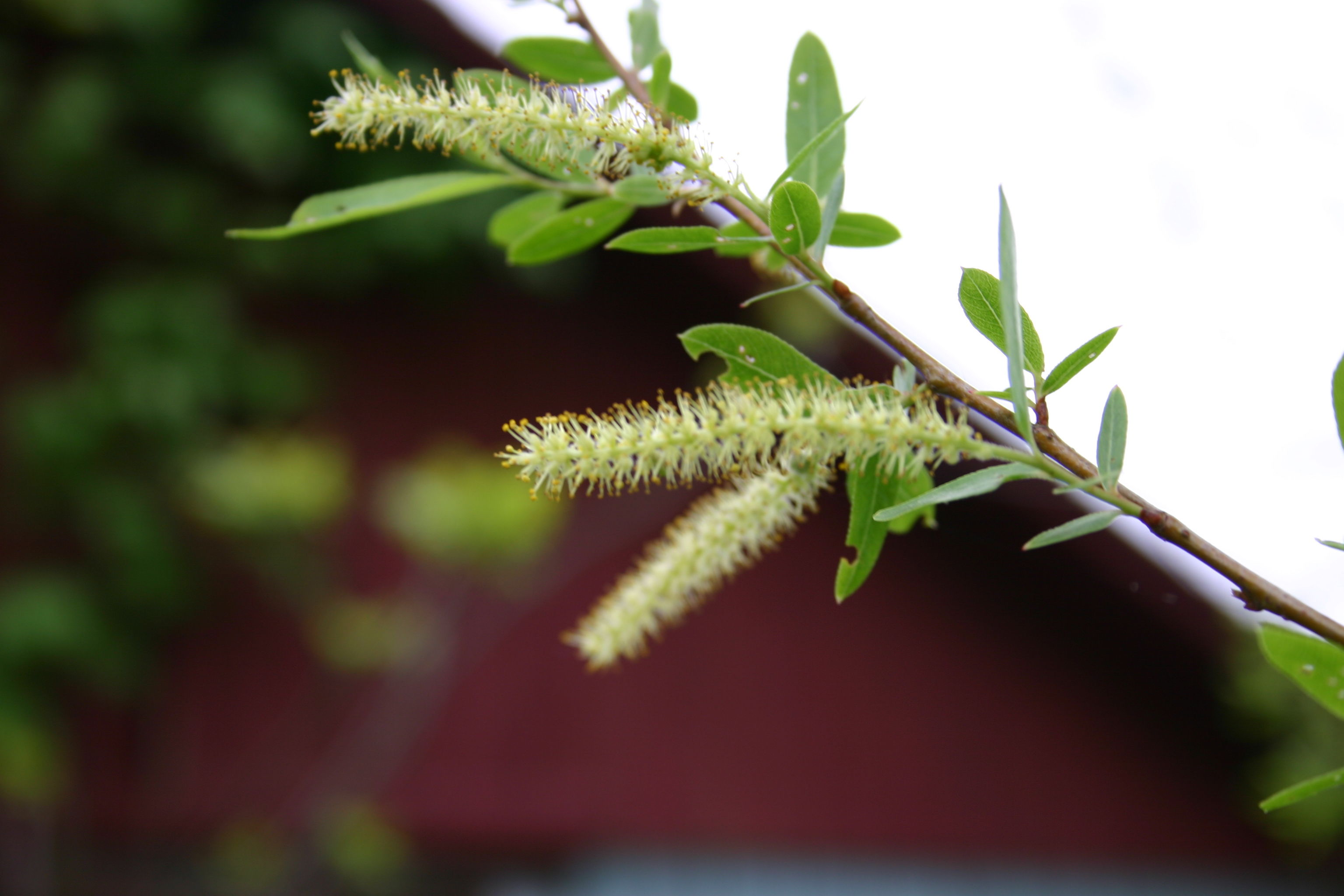
Chatons d'un saule noir mâle.

## Description
Sa taille est moyenne (10 à 30 m de haut, exceptionnellement 45 m, son tronc atteint 80 cm de diamètre), c'est l'espèce de saule la plus courante en Amérique du Nord. Son écorce est noir-brunâtre à noirâtre, devenant crevassée sur les vieux arbres, souvent ramifiés dès la souche.
Les pousses récentes sont minces et de couleur variable de vert à brun, jaune à violet. Elles ressemblent à celles du parent européen Salix fragilis, fragiles à la base, cassant souvent si elles sont pliées brusquement.
Les bourgeons font 4 mm de long, avec un simple point brun-rougeâtre. Les feuilles sont alternes, longues et fines, de 5 à 15 cm de long et de 0,5 à 2 cm de large, noires, vert brillant sur les deux faces ou avec un vert léger au-dessous, avec une fine marge dentée. Elles sont munies d'un court pétiole et d'une paire de stipules.
C'est une plante dioïque, avec de petites fleurs vert-jaunâtre à jaunes composant des chatons de 2,5 à 7,5 cm de long et apparaissant au début du printemps, en même temps que les feuilles. 
Le fruit est une capsule de 5 mm  qui s'ouvre à maturité  pour libérer les nombreuses graines minuscules couvertes d'un léger duvet. Les feuilles virent au jaune avant leur chute. L'espèce peuple typiquement les rives de cours d'eau et les marais,,.
L'espèce Salix gooddingii (Goodding's willow) est parfois classée comme une variété de Salix nigra : S. nigra var. vallicola Dudley ; cela étend l'aire de distribution à l'ouest de l'Amérique du Nord. Cependant, les deux taxons sont le plus souvent traités comme des espèces différentes.

## Taxonomie

### Synonymie
Parmi d'autres :
- Salix ambigua Pursh

### Terminologie
Ne pas confondre le saule noir avec l'espèce eurasiatique appelée en français saule noircissant (Salix myrsinifolia) qui est un arbuste, ni avec Salix scouleriana, le saule de Scouler, également appelé saule noir, une espèce originaire d’Amérique du Nord.